# Орваль (сир)
Орваль (фр. Fromage d'Orval) — бельгійський м'який сир з коров'ячого або овечого молока.
Сир виробляється монахами траппістського абатства Орваль в селі Villers Devant Orval, в даний час є частиною міста Флоранвіль, округ Віртон, провінція Люксембург, південна Бельгія. Абатство є частиною Ордена цистерціанців суворого дотримання.
Виробництво сиру почалося в 1928 р, тільки через два роки після відновлення абатства в 1926 р. Сир виготовляється з пастеризованого незбираного коров'ячого або овечого молока з місцевих молочних ферм. Це пресований неварений напівм'який сир з природною кіркою. У Бельгії цей сир потрапляє в категорію сирів під назвою "Плато".
Сир продається під торговою маркою Orval і носить логотип "Автентичний траппістський продукт" Міжнародної траппістської асоціації (ITA), який гарантує, що продукт виготовлений в траппістському абатстві або під контролем ченців.